# Callitrichia simplex
Callitrichia simplex là một loài nhện trong họ Linyphiidae.
Loài này thuộc chi Callitrichia. Callitrichia simplex được Rudy Jocqué & Scharff miêu tả năm 1986.